# Граф призмы
Граф призмы — рёберный граф одной из призм.

## Примеры
Индивидуальные графы можно назвать согласно ассоциированным телам:
- Граф треугольной призмы — 6 вершин, 9 рёбер
- Кубический граф — 8 вершин, 12 рёбер
- Граф пятиугольной призмы — 10 вершин, 15 рёбер
- Граф шестиугольной призмы — 12 вершин, 18 рёбер
- Граф семиугольной призмы[англ.] — 14 вершин, 21 рёбер
- Граф восьмиугольной призмы — 16 вершин, 24 рёбер

| Y3 = GP(3,1) | Y4 = Q3 = GP(4,1) | Y5 = GP(5,1) | Y6 = GP(6,1) | Y7 = GP(7,1) | Y8 = GP(8,1) |

Хотя геометрически звёздчатые многоугольники также служат гранями другой последовательности (самопересекающихся и невыпуклых) призматических многогранников, графы этих звёздчатых призм изоморфны графам призм и не образуют отдельной последовательности графов.

## Построение
Графы призм являются примерами обобщённых графов Петерсена  с параметрами GP(n,1). 
Графы также можно образовать как прямое произведение цикла и единичного ребра.
Как и многие вершинно-транзитивные графы, призматические графы можно построить как графы Кэли. Диэдральная группа порядка n является группой симметрий правильного n-угольника на плоскости. Она действует на n-угольник вращениями и отражениями. Группа может быть сгенерирована двумя элементами, вращением на угол {\displaystyle 2\pi /n} и одним отражением, и граф Кэли этой группы с этим генерирующим множеством является графом призмы. Абстрактно группа имеет задание {\displaystyle \langle r,f\mid r^{n},f^{2},(rf)^{2}\rangle } (где r — это вращение, а f — отражение) и граф Кэли имеет r и f (или r, r−1 и f) в качестве генераторов 
Граф n-угольной призмы с нечётным n можно построить как циркулянтный граф {\displaystyle C_{2n}^{2,n}}, однако это построение не работает для чётных значений  n .

## Свойства
Граф n-угольной призмы имеет 2n вершин и 3n рёбер. Графы являются регулярными кубическими графами.
Поскольку призма имеет симметрии, переводящие любую вершину в любую другую, графы призм являются вершинно-транзитивными графами.
Являясь полиэдральными графами, эти графы также являются вершинно 3-связными планарными графами. Любой граф призмы имеет гамильтонов цикл.
Среди всех двусвязных кубических графов графы призм имеют с точностью до постоянного множителя наибольшее возможное число 1-разложений графа. 1-разложение — это разбиение множества рёбер графа на три совершенных паросочетания, или, эквивалентно, рёберная раскраска графа тремя цветами. Любой двусвязный кубический граф с n вершинами имеет O(2n/2) 1-разложений, а граф призмы имеет Ω(2n/2) 1-разложений .
Число остовных деревьев графа n-угольной призмы задаётся формулой .
{\displaystyle {\frac {n}{2}}{\bigl (}(2+{\sqrt {3}})^{n}+(2-{\sqrt {3}})^{n}){\bigr .}}
Для  n = 3, 4, 5, ... эти числа равны
78, 388, 1810, 8106, 35294, ...
Графы n-угольных призм для чётных n являются частичными кубами. Они образуют одно из немногих известных бесконечных семейств кубических графов частичных кубов, и они являются (за исключением четырёх случаев) единственными вершинно-транзитивными кубическими частичными кубами.
Граф пятиугольной призмы является одним из запрещённых миноров для графов с древесной шириной три. Графы треугольной призмы и куба имеют древесную ширину в точности три, но все бо́льшие призмы имеют древесную ширину четыре.

## Связанные графы
Другие бесконечные семейства полиэдральных графов, основанные подобным же образом из многогранников с правильными основаниями, включают графы антипризм и колёса (графы пирамид). Другими вершинно-транзитивными полиэдральными графами являются архимедовы графы.
Если два цикла призматического графа разорвать удалением одного ребра в одном и том же месте в обоих циклах, получим лестницу. Если два удалённых ребра заменить двумя скрещивающимися рёбрами, получим непланарный граф «Лестница Мёбиуса».